# Turniej w Tulonie
Turniej w Tulonie – turniej piłkarski, w którym udział biorą zaproszone drużyny, złożone z zawodników młodzieżowych. Jedynym wyjątkiem od tej zasady była 1. edycja turnieju, w której udział wzięły kluby piłkarskie. Turniej w obecnej postaci rozgrywany jest co roku, od 1974 r. Jego drugą edycję (pierwszą nie licząc turnieju w 1967 r., kiedy grały kluby) wygrała reprezentacja Polski.

## Zwycięzcy
| Rok  | Zwycięzca                | Wynik                   | Finalista                | 3 miejsce                                             | Wynik                                                 | 4 miejsce                                             |
| ---- | ------------------------ | ----------------------- | ------------------------ | ----------------------------------------------------- | ----------------------------------------------------- | ----------------------------------------------------- |
| 1967 | RSC Anderlecht           | 1:0                     | Slovan Bratysława        | Nie odbył się                                         | Nie odbył się                                         | Nie odbył się                                         |
| 1974 | Polska                   | 3:2                     | Węgry                    | Czechosłowacja                                        | 3:2                                                   | Brazylia                                              |
| 1975 | Argentyna                | 1:0                     | Francja                  | Włochy                                                | 2:0                                                   | Meksyk                                                |
| 1976 | Bułgaria                 | 3:2                     | Francja                  | Meksyk                                                | 2:1                                                   | Portugalia                                            |
| 1977 | Francja                  | 1:0                     | Bułgaria                 | Holandia                                              | 3:1                                                   | Węgry                                                 |
| 1978 | Węgry                    | 4:3                     | Francja                  | Holandia                                              | 2:1                                                   | Meksyk                                                |
| 1979 | ZSRR                     | 2:0                     | Holandia                 | Węgry                                                 | 2:0                                                   | Francja                                               |
| 1980 | Brazylia                 | 2:1                     | Francja                  | Czechosłowacja                                        | 1:1                                                   | ZSRR                                                  |
| 1981 | Brazylia                 | 2:0                     | Czechosłowacja           | ZSRR                                                  | 0:0                                                   | Francja                                               |
| 1982 | Jugosławia               | 2:2                     | Czechosłowacja           | Holandia                                              | 1:1                                                   | NRD                                                   |
| 1983 | Brazylia                 | 1:1                     | Argentyna                | Francja                                               | 0:0 (k. 4:3)                                          | Niemcy                                                |
| 1984 | Francja                  | 1:1                     | ZSRR                     | Czechosłowacja                                        | 2:0                                                   | Holandia                                              |
| 1985 | Francja                  | 3:1                     | Anglia                   | Hiszpania                                             | 1:0                                                   | Kamerun                                               |
| 1986 | Bułgaria                 | 1:0                     | Francja                  | ZSRR                                                  | 2:1                                                   | Portugalia                                            |
| 1987 | Francja                  | 1:1                     | Bułgaria                 | Brazylia                                              | 1:0                                                   | ZSRR                                                  |
| 1988 | Francja                  | 4:2                     | Anglia                   | Bułgaria                                              | 1:1 (k. 5:4)                                          | ZSRR                                                  |
| 1989 | Francja                  | 3:0                     | Bułgaria                 | Stany Zjednoczone                                     | 2:0                                                   | Anglia                                                |
| 1990 | Anglia                   | 2:1                     | Czechosłowacja           | Brazylia                                              | 2:1                                                   | Portugalia                                            |
| 1991 | Anglia                   | 1:0                     | Francja                  | W latach 1991–1997 nie odbywały się mecze o 3 miejsce | W latach 1991–1997 nie odbywały się mecze o 3 miejsce | W latach 1991–1997 nie odbywały się mecze o 3 miejsce |
| 1992 | Portugalia               | 2:1                     | Jugosławia               | W latach 1991–1997 nie odbywały się mecze o 3 miejsce | W latach 1991–1997 nie odbywały się mecze o 3 miejsce | W latach 1991–1997 nie odbywały się mecze o 3 miejsce |
| 1993 | Anglia                   | 1:0                     | Francja                  | W latach 1991–1997 nie odbywały się mecze o 3 miejsce | W latach 1991–1997 nie odbywały się mecze o 3 miejsce | W latach 1991–1997 nie odbywały się mecze o 3 miejsce |
| 1994 | Anglia                   | 2:0                     | Portugalia               | W latach 1991–1997 nie odbywały się mecze o 3 miejsce | W latach 1991–1997 nie odbywały się mecze o 3 miejsce | W latach 1991–1997 nie odbywały się mecze o 3 miejsce |
| 1995 | Brazylia                 | 1:0                     | Francja                  | W latach 1991–1997 nie odbywały się mecze o 3 miejsce | W latach 1991–1997 nie odbywały się mecze o 3 miejsce | W latach 1991–1997 nie odbywały się mecze o 3 miejsce |
| 1996 | Brazylia                 | 1:1                     | Francja                  | W latach 1991–1997 nie odbywały się mecze o 3 miejsce | W latach 1991–1997 nie odbywały się mecze o 3 miejsce | W latach 1991–1997 nie odbywały się mecze o 3 miejsce |
| 1997 | Francja                  | 2:1                     | Portugalia               | W latach 1991–1997 nie odbywały się mecze o 3 miejsce | W latach 1991–1997 nie odbywały się mecze o 3 miejsce | W latach 1991–1997 nie odbywały się mecze o 3 miejsce |
| 1998 | Argentyna                | 2:0                     | Francja                  | Portugalia                                            | 2:0                                                   | Chiny                                                 |
| 1999 | Kolumbia                 | 1:1                     | Argentyna                | Francja                                               | 3:2                                                   | Meksyk                                                |
| 2000 | Kolumbia                 | 1:1                     | Portugalia               | Włochy                                                | 1:0                                                   | Wybrzeże Kości Słoniowej                              |
| 2001 | Portugalia               | 2:1                     | Kolumbia                 | Francja                                               | 2:0                                                   | Holandia                                              |
| 2002 | Brazylia                 | 2:0                     | Włochy                   | Japonia                                               | 0:0 (k. 5:4)                                          | Anglia                                                |
| 2003 | Portugalia               | 3:1                     | Włochy                   | Argentyna                                             | 1:0                                                   | Meksyk                                                |
| 2004 | Francja                  | 1:0                     | Szwecja                  | Chiny                                                 | 1:0                                                   | Brazylia                                              |
| 2005 | Francja                  | 4:1                     | Portugalia               | Anglia                                                | 1:1 (k. 3:2)                                          | Meksyk                                                |
| 2006 | Francja                  | 0:0                     | Holandia                 | Portugalia                                            | 1:0                                                   | Chiny                                                 |
| 2007 | Francja                  | 3:1                     | Chiny                    | Wybrzeże Kości Słoniowej                              | 0:0 (k. 5:4)                                          | Portugalia                                            |
| 2008 | Włochy                   | 1:0                     | Chile                    | Wybrzeże Kości Słoniowej                              | 2:2 (k. 4:3)                                          | Japonia                                               |
| 2009 | Chile                    | 1:0                     | Francja                  | Argentyna                                             | 1:0                                                   | Holandia                                              |
| 2010 | Wybrzeże Kości Słoniowej | 3:2                     | Dania                    | Francja                                               | 2:1                                                   | Chile                                                 |
| 2011 | Kolumbia                 | 1:1 (k. 3:1)            | Francja                  | Włochy                                                | 1:1 (k. 5:4)                                          | Meksyk                                                |
| 2012 | Meksyk                   | 3:0                     | Turcja                   | Holandia                                              | 3:2                                                   | Francja                                               |
| 2013 | Brazylia                 | 1:0                     | Kolumbia                 | Francja                                               | 2:1                                                   | Portugalia                                            |
| 2014 | Brazylia                 | 5:2                     | Francja                  | Portugalia                                            | 1:0                                                   | Anglia                                                |
| 2015 | Francja                  | 3:1                     | Maroko                   | Stany Zjednoczone                                     | 2:1                                                   | Anglia                                                |
| 2016 | Anglia                   | 2:1                     | Francja                  | Portugalia                                            | 1:1 (k. 4:2)                                          | Czechy                                                |
| 2017 | Anglia                   | 1:1 (k. 5:3)            | Wybrzeże Kości Słoniowej | Szkocja                                               | 3:0                                                   | Czechy                                                |
| 2018 | Anglia                   | 2:1                     | Meksyk                   | Turcja                                                | 0:0 (k. 5:3)                                          | Szkocja                                               |
| 2019 | Brazylia                 | 1:1 (k. 5:4)            | Japonia                  | Meksyk                                                | 0:0 (k. 4:3)                                          | Irlandia                                              |
| 2020 | Turniej został odwołany  | Turniej został odwołany | Turniej został odwołany  | Turniej został odwołany                               | Turniej został odwołany                               | Turniej został odwołany                               |
| 2021 | Turniej został odwołany  | Turniej został odwołany | Turniej został odwołany  | Turniej został odwołany                               | Turniej został odwołany                               | Turniej został odwołany                               |
| 2022 | Francja                  | 2:1                     | Wenezuela                | Meksyk                                                | 2:0                                                   | Kolumbia                                              |
| 2023 | Panama                   | 4:1                     | Meksyk                   | Australia                                             | 2:0                                                   | Francja                                               |
| 2024 | Ukraina                  | 2:2 (k. 5:4)            | Wybrzeże Kości Słoniowej | Włochy                                                | 1:0                                                   | Francja                                               |

### Występy według krajów
| Zespół                                                          | Zwycięzca                                                                        | Finalista                                                                               |
| --------------------------------------------------------------- | -------------------------------------------------------------------------------- | --------------------------------------------------------------------------------------- |
| Francja                                                         | 12 (1977, 1984, 1985, 1987, 1988, 1989, 1997, 2004, 2005, 2006, 2007, 2015,2022) | 14 (1975, 1976, 1978, 1980, 1986, 1991, 1993, 1995, 1996, 1998, 2009, 2011, 2014, 2016) |
| Brazylia                                                        | 9 (1980, 1981, 1983, 1995, 1996, 2002, 2013, 2014, 2019)                         |                                                                                         |
| Anglia                                                          | 7 (1990, 1991, 1993, 1994, 2016, 2017, 2018)                                     | 2 (1985, 1988)                                                                          |
| Portugalia                                                      | 3 (1992, 2001, 2003)                                                             | 4 (1994, 1997, 2000, 2005)                                                              |
| Kolumbia                                                        | 3 (1999, 2000, 2011)                                                             | 2 (2001, 2013)                                                                          |
| Bułgaria                                                        | 2 (1976, 1986)                                                                   | 3 (1977, 1987, 1989)                                                                    |
| Argentyna                                                       | 2 (1975, 1998)                                                                   | 2 (1983, 1999)                                                                          |
| Węgry                                                           | 2 (1974, 1978)                                                                   |                                                                                         |
| Włochy                                                          | 1 (2008)                                                                         | 2 (2002, 2003)                                                                          |
| Wybrzeże Kości Słoniowej                                        | 1 (2010)                                                                         | 2 (2017, 2024)                                                                          |
| Chile                                                           | 1 (2009)                                                                         | 1 (2008)                                                                                |
| Jugosławia                                                      | 1 (1982)                                                                         | 1 (1992)                                                                                |
| Związek Radziecki                                               | 1 (1979)                                                                         | 1 (1984)                                                                                |
| Meksyk                                                          | 1 (2012)                                                                         | 2 (2018, 2023)                                                                          |
| Polska                                                          | 1 (1974)                                                                         |                                                                                         |
| Belgia                                                          | 1 (1967)                                                                         |                                                                                         |
| Panama                                                          | 1 (2023)                                                                         |                                                                                         |
| Ukraina                                                         | 1 (2024)                                                                         |                                                                                         |
| Czechosłowacja                                                  |                                                                                  | 4 (1967, 1981, 1982, 1990)                                                              |
| Holandia                                                        |                                                                                  | 2 (1979, 2006)                                                                          |
| Chiny                                                           |                                                                                  | 1 (2007)                                                                                |
| Szwecja                                                         |                                                                                  | 1 (2004)                                                                                |
| Dania                                                           |                                                                                  | 1 (2010)                                                                                |
| Turcja                                                          |                                                                                  | 1 (2012)                                                                                |
| Maroko                                                          |                                                                                  | 1 (2015)                                                                                |
| Japonia                                                         |                                                                                  | 1 (2019)                                                                                |
| [[Reprezentacja Wenezueli w piłce nożnej mężczyzn\|]] Wenezuela |                                                                                  | 1 (2022)                                                                                |

### Zwycięzcy według konfederacji
| Konfederacja | Zwycięstwa                                                                             | Finalista                                                               |
| ------------ | -------------------------------------------------------------------------------------- | ----------------------------------------------------------------------- |
| UEFA         | 30 (1974, 1976–1979, 1982, 1984–1994, 1997, 2001, 2003–2008, 2015–2018, 2022, 2024)    | 36 (1967, 1975–1982, 1984–1998, 2000, 2002–2006, 2009–2012, 2014, 2016) |
| CONMEBOL     | 15 (1975, 1980, 1981, 1983, 1995, 1996, 1998–2000, 2002, 2009, 2011, 2013, 2014, 2019) | 6 (1983, 1999, 2001, 2008, 2013, 2022)                                  |
| CAF          | 1 (2010)                                                                               | 3 (2015, 2017, 2024)                                                    |
| CONCACAF     | 2 (2012, 2023)                                                                         | 2 (2018, 2023)                                                          |
| AFC          |                                                                                        | 2 (2007, 2019)                                                          |

## Nagrody
| Rok  | Król strzelców                                     | Zawodnik turnieju                   | Najlepszy bramkarz                    |
| ---- | -------------------------------------------------- | ----------------------------------- | ------------------------------------- |
| 1967 | Jozef Čapkovič                                     | Jacques Teugels                     | Ivancic                               |
| 1974 | Sipocz (4)                                         | Tibor Nyilasi                       | Turner                                |
| 1975 | András Törőcsik                                    | Roberto Antonelli                   | Kollar                                |
| 1976 | Radoslav Zdravkov                                  | Manolov                             | Boris Manolkov                        |
| 1977 | Gérard Soler (4)                                   | Gérard Soler                        | Boris Manolkov                        |
| 1978 | P. Nagy (4)                                        | Henri Zambelli                      | Aguilar                               |
| 1979 | S. Fortunato                                       | Gyimesi                             | Valeri Novikov                        |
| 1980 | Pokluda (4)                                        | José Touré                          | Luděk Mikloško                        |
| 1981 | Fattori                                            | Vazha Zhvaniya                      | Marolla                               |
| 1982 | Stanislav Griga                                    | Rainer Ernst                        | Luděk Mikloško                        |
| 1983 | O’Keefe                                            | Luvanor                             | Stanislav Rudenko                     |
| 1984 | Zaghini (5)                                        | Rusaiev                             | Aleksandr Zhidkov                     |
| 1985 | Jean-Pierre Papin                                  | François Omam-Biyik                 | Nadon                                 |
| 1986 | Zvara (4)                                          | Ribar                               | Gantchev                              |
| 1987 | Luboslav Penev                                     | David Ginola                        | Cláudio Taffarel                      |
| 1988 | David Zitelli (6)                                  | Michael Thomas                      | Nigel Martyn                          |
| 1989 | Petar Mihtarski                                    | Kaladjiev                           | Franck Chaumin (I.N.F.)               |
| 1990 | Mark Robins (6)                                    | Radim Nečas                         | Bernardy                              |
| 1991 | Alan Shearer (7)                                   | Alan Shearer                        | David James                           |
| 1992 | Rui Costa (4)                                      | Rui Costa                           | Željko Cicović                        |
| 1993 | Florian Maurice (4)                                | Florian Maurice                     | Paul Gerrard                          |
| 1994 | Bob Peeters                                        | Régis Genaux                        | Grégory Coupet                        |
| 1995 | Franck Histilloles (5)                             | Vikash Dhorasoo                     | Fábio Noronha                         |
| 1996 | Adaílton Nuno Gomes (5)                            | Adaílton                            | Fábio Noronha                         |
| 1997 | Thierry Henry Carlitos Josh Wolff Gustavo Victoria | Thierry Henry                       | Nuno                                  |
| 1998 | Francisco Guerrero Emile Heskey                    | Juan Román Riquelme                 | Nuno                                  |
| 1999 | Péguy Luyindula                                    | Guillermo Pereyra                   | Sebastián Saja                        |
| 2000 | Tressor Moreno                                     | Tressor Moreno                      | Sérgio Leite                          |
| 2001 | Djibril Cissé Luís Lourenço                        | Felipe Chará                        | Neco Martínez                         |
| 2002 | Alessandro Pellicori Satoshi Nakayama              | Pinga                               | Rubinho                               |
| 2003 | Germán Herrera Francesco Ruopolo Luís Lourenço     | Javier Mascherano                   | Bruno Vale                            |
| 2004 | Bryan Bergougnoux                                  | Rio Mavuba                          | Jérémy Gavanon                        |
| 2005 | Ricardo Vaz Tê                                     | Arnold Mvuemba                      | Steve Mandanda                        |
| 2006 | David Gigliotti (2)                                | Ricardo Faty                        | Hugo Lloris                           |
| 2007 | Kévin Gameiro (5)                                  | Kévin Gameiro                       | Ibrahim Koné                          |
| 2008 | Sekou Cissé (5)                                    | Sebastian Giovinco                  | Davide Bassi                          |
| 2009 | Gerson Martínez Diego Buonanotte (4)               | Diego Buonanotte                    | Christopher Toselli Agustín Marchesín |
| 2010 | Nicki Bille Nielsen (5)                            | Serge Deble                         | Mikkel Andersen                       |
| 2011 | Steeven Joseph-Monrose (5)                         | James Rodríguez                     | Franck L'Hostis                       |
| 2012 | Marco Fabián (7)                                   | Héctor Herrera                      | Nick Marsman Ertuğrul Taşkıran        |
| 2013 | Vinícius Araújo José Abella Aladje (3)             | Yuri Mamute                         | Zacharie Boucher                      |
| 2014 | Jean-Christophe Bahebeck (4)                       | Rodrigo Caio                        | Paul Nardi                            |
| 2015 | Achraf Bencharki Enzo Crivelli (4)                 | Walid El Karti                      | Badreddine Benachour                  |
| 2016 | Lewis Baker (4)                                    | Ruben Loftus-Cheek                  | Joel Castro Pereira                   |
| 2017 | Chico Banza Harvey Barnes George Hirst (4)         | David Brooks                        | Luke Pilling                          |
| 2018 | Eduardo Aguirre (7)                                | Diego Lainez                        | Freddie Woodman                       |
| 2019 | Matheus Cunha (4)                                  | Douglas Luiz                        | Chen Wei                              |
| 2022 | [[Mathys Tel\| Sékou Mara]] (5)                    | Telasco Segovia                     | Ryoya Kimura                          |
| 2023 | [[Mathys Tel\| Mathys Tel]](3)                     | [[Mathys Tel\|]] Eliesse Ben Seghir | Mohamed Koné                          |
| 2023 | Hisatsugu Ishii                                    | [[Mathys Tel\|]] Eliesse Ben Seghir | Mohamed Koné                          |
| 2023 | Ángel Orelien                                      | [[Mathys Tel\|]] Eliesse Ben Seghir | Mohamed Koné                          |